# 제임스 드와이트 대너

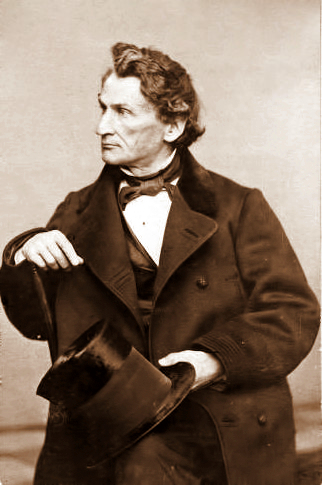
1865년

제임스 드와이트 대너(James Dwight Dana, 1813년 2월 12일 ~ 1895년 4월 14일)는 미국의 광물학자 겸 지질학자이다.
광물을 분류하였고, 지향사의 개념을 처음으로 사용하였다. 산호에 의해 형성된 암석을 연구하였고 지각의 진화에 대한 이론을 만들었다.

## 같이 보기
- 분류:제임스 드와이트 대너가 명명한 분류군